# Ohwia caudata
Ohwia caudata är en ärtväxtart som först beskrevs av Carl Peter Thunberg, och fick sitt nu gällande namn av Hiroyoshi Ohashi. Ohwia caudata ingår i släktet Ohwia och familjen ärtväxter. Inga underarter finns listade i Catalogue of Life.